# Wolf Bardach
Wolf Bardach Edler von Chlumberg (ur. 1838 w Dobrowlanach, zm. 8 maja 1911 w Czerniowcach) – major C. K. Armii.

## Życiorys
Urodził się w 1838 w galicyjskich Dobrowlanach. Był synem Abrahama i Jadwigi. Wywodził się z rodziny żydowskiej osiadłej na ziemiach polskich w XVI wieku, której przedstawiciele zajmowali wysokie pozycje społeczne, a niektórzy z nich z biegiem czasu przeszli na katolicyzm.
W 1860 wstąpił do wojska. Służbę wojskową w Armii Cesarstwa Austriackiego rozpoczął jako podkanonier (Unterkanonier). Od około 1861 był kadetem w 4 pułku artylerii. Podczas wojny prusko-austriackiej w 1866 odbywał kampanię na ziemi czeskiej, służąc w szeregach Armii Północnej. Wówczas w sposób niespotykany zasłużył na odznaczenie w walkach pod Chlum w trakcie bitwy pod Sadową (Königgrätz) 3 lipca 1866. Służył wtedy jako kadet miotacz ognia (Kadettfeuerwerfer) przy baterii artylerii, która znalazła się w niebezpiecznym położeniu. Po tym jak jego nadporucznik został zestrzelony z konia, Bardach przejął komendę nad półbaterią i skierował jej działa tak energicznie do działań, że długo powstrzymywał nacierającego wroga. Tym samym dał czas swoim siłom na dokonanie odwrotu. Gdy to się udało, kazał wycofać się swojej baterii, a sam nadal pozostał na polu walki, ponieważ chciał zabrać rzędy ze swojego padłego konia. Odpięcie ich zajęło mu jednak tyle czasu, że następnie nie mógł już odnaleźć swojej baterii. W związku z tym maszerował sam drogą do Königgrätz i wtedy natknął się na niezaprzęgnięty wagon artylerii, strzeżony przez artylerzystę. W wagonie odkrył w pełni wypełnioną skrzynię z kasą i aby nie trafiła ona w ręce wroga, wraz z tymże artylerzystą wydobył ją i przetransportował nocą do Königgrätz. W Neuköniggrätz został przedstawiony arcyksięciu Józefowi, który zapytał go czy pozostawiony na drodze przed Praskim Przedmieściem pociąg nie byłby do uratowania. Na to Bardach zaoferował swoją służbę, zebrał około 80 ludzi ze wszystkich oddziałów, aczkolwiek nie w pełni uzbrojonych i słabo wyposażonych z uwagi na panujące wtedy braki. Po dotarciu na miejsce odnalazł, przygotował i skierował do twierdzy Königgrätz pociąg wraz ze zdatnymi z działami i amunicją. W czasie tej akcji został zaskoczony przez pruski patrol Huzarów Trupiej Główki. Wywiązała się wtedy krótka walka, w której Bardach otrzymał dźgnięcie w udo i został ranny. Pomimo tego udało mu się uniknąć wzięcia do niewoli. Za swoje czyny został odznaczony złotym Medalem Waleczności. W późniejszym czasie był określany mianem „jednego z bohaterów z 1866”.
Po wojnie, około 1867 nadal pozostawał kadetem 4 pułku ułanów, stacjonującego w Pesth. Po utworzeniu C. K. Armii do pierwszej połowy lat 70. nie figurował w wojskowej ewidencji. Po zdaniu odpowiednich egzaminów w 1874 został oficerem. W kawalerii został mianowany kadetem z dniem 1 listopada 1874, następnie awansowany na porucznika z dniem 1 maja 1875. Od 1874 był żołnierzem 5 pułku huzarów w Raab. Od około 1878 służył w 9 pułku huzarów w Fünfkirchen, pełniąc funkcję adiutanta pułku. Został awansowany na nadporucznika z dniem 1 listopada 1879. Od około 1880 był adiutantem 9 pułku huzarów, stacjonującego w miejscowości Ruma, a od około 1884 w Ödenburg. W tym okresie został awansowany na stopień rotmistrza 2 klasy z dniem 1 września 1888.
Od około 1892 jako oficer nadkompletowy 9 pułku ułanów był przydzielony do 12 Wojskowego Instytutu Instruktorów Jeździectwa w Wiedniu (12. Militär-Reitlehrer-Institut), gdzie pełnił funkcję adiutanta. W kwietniu 1892 został przeniesiony do stanu armii i awansowany na stopień rotmistrza 1 klasy w grupie oficerów stanu armii z dniem 1 września 1888. Od tego czasu pracował jako etatowy oficer na stanowisku adiutanta ww. jednostki naukowej, od około 1895 funkcjonującą w nomenklaturze pod nazwą 7 Wojskowy Instytut Instruktorów Jeździectwa (7. Militär-Reitlehrer-Institut), od około 1897 jako 8 Wojskowy Instytut Instruktorów Jeździectwa (8. Militär-Reitlehrer-Institut), gdzie pozostawał do 1899. W 1899 został przeniesiony w stan spoczynku. Na emeryturze mieszkał w Wiedniu, gdzie zyskał żywą sympatię w miejscowych sferach. W tym okresie otrzymał też awans na majora huzarów.
Jeszcze w trakcie czynnej służby, w październiku 1890 cesarz Franciszek Józef I nadał mu stan szlachecki ze słowem honoru „Edler” i ze stopniem „Chlumberg”. Jako oficer z racji na swoje żydowskie pochodzenie brał udział w uroczystościach w gminie izraelickiej w Wiedniu.
W ostatnich miesiącach życia przebywał w Czerniowcach u swojego brata Bernharda Bardacha – restauratora kolejowego. Tam zmarł po krótkiej chorobie 8 maja 1911 w wieku 73 lat. Pogrzeb z dworca w tym mieście odbył się 10 maja 1911 przy licznym udziale uczestników, w tym wojskowych oraz przy asyście szwadronu miejscowego 8 pułku ułanów, którego żołnierze dwukrotnie oddali salwę honorową. Ceremonię prowadził nadrabin dr Rosenfeld. Ciało Wolfa Bardacha zostało pochowane na miejscowym cmentarzu.
Za życia, 10 lipca 1892 w domu modlitwy w Wiedniu Wolf Bardach poślubił Leontine Rappaport (1871-1938). Miał z nią synów Maximilliana (1893-1917), Hansa (1897-1930) oraz córki Margarethe (ur. 1895), Reginę. Po jego śmierci Leontine była zamężna z adwokatem dr. Maximilianem Stiglitzem i zmarła wraz z nim tego samego dnia 27 maja 1938. Według Gene’a Gutowskiego jego dziadek, tj. płk Teofil Bardach, był także synem Wolfa Bardacha. W swoim domu we Lwowie Teofil Bardach przechowywał portret, odznaczenia i pamiątki po Wolfie Bardachu.

## Odznaczenia
- wielki złoty Medal Waleczności (1866, w uznaniu wielu dowodów odwagi i zdecydowania pod Königgrätz w 1866)[9][8][1][4][5]
- Odznaka za Służbę Wojskową dla oficerów pierwszego stopnia[1]
- Order Królewski Korony III klasy – Królestwo Prus (zezwolenie przyjęcia w 1893)[47][1]
- inne medale i odznaczenia[36]